# Silvestro Mazzolini da Prierio
Silvestro Mazzolini da Prierio, également connu sous le nom latin de Sylvester Prierias, né en 1456 ou 1457 à Priero (Piémont) et mort en 1523 à Rome, est un théologien italien.

## Biographie
Silvestro Mazzolini da Prierio entre dans l'ordre des Prêcheurs à l'âge de quinze ans. Après des études brillantes, il enseigne la théologie à Bologne, Pavie (à l'invitation du sénat de Venise), puis à Rome, où il est appelé par le pape Jules II en 1511. En 1515, sous Léon X, il est nommé maître du Palais sacré (Maestro del Sacro Palazzo), charge qu'il conserve jusqu'à sa mort.
Ses écrits concernent un grand nombre de sujets, des planètes aux pouvoirs des démons, en passant par l'histoire, l'œuvre de Thomas d'Aquin ou la primauté pontificale. Il est probablement le premier théologien à s'être publiquement attaqué à la doctrine de Martin Luther. Les deux théologiens entretinrent d'ailleurs par la suite une longue controverse.

## Œuvres
- (it) Trialogo chiamato Philamore, Padua, Matteo Cerdonis, 1485 (lire en ligne)
- (la) Compendium in Iohannem Capreolum cum additionibus, Crémone, Carlo Darlerio, 1497 (lire en ligne)
- (it) Vita di santa Maria Maddalena, Impressa in lalma et inclita di Bologne, Giovanni Antonio Benedetti, 1500 (lire en ligne)
- Aurea rosa, Bologne, 1503.
- In theoricas planetarum, Venise, 1513.
- (la) In spheram ac theoricas preclarissima commentaria, Gottardo da Ponte, 1514 (lire en ligne)
- Summa Summarum, quæ Sylvestrina dicitur, Rome, 1516 (quarante rééditions).
  - (la) Summae Sylvestrinae, vol. II, Venise, Damiano Zenaro, 1578 (lire en ligne)
- Epitoma responsionis ad Lutherum, Pérouse, 1519.
- De juridica et irrefragabili veritate Romenæ Ecclesiæ Romenique Pontificis, Rome, 1520.
- Errata et argumenta M. Lutheri, Rome, 1520.

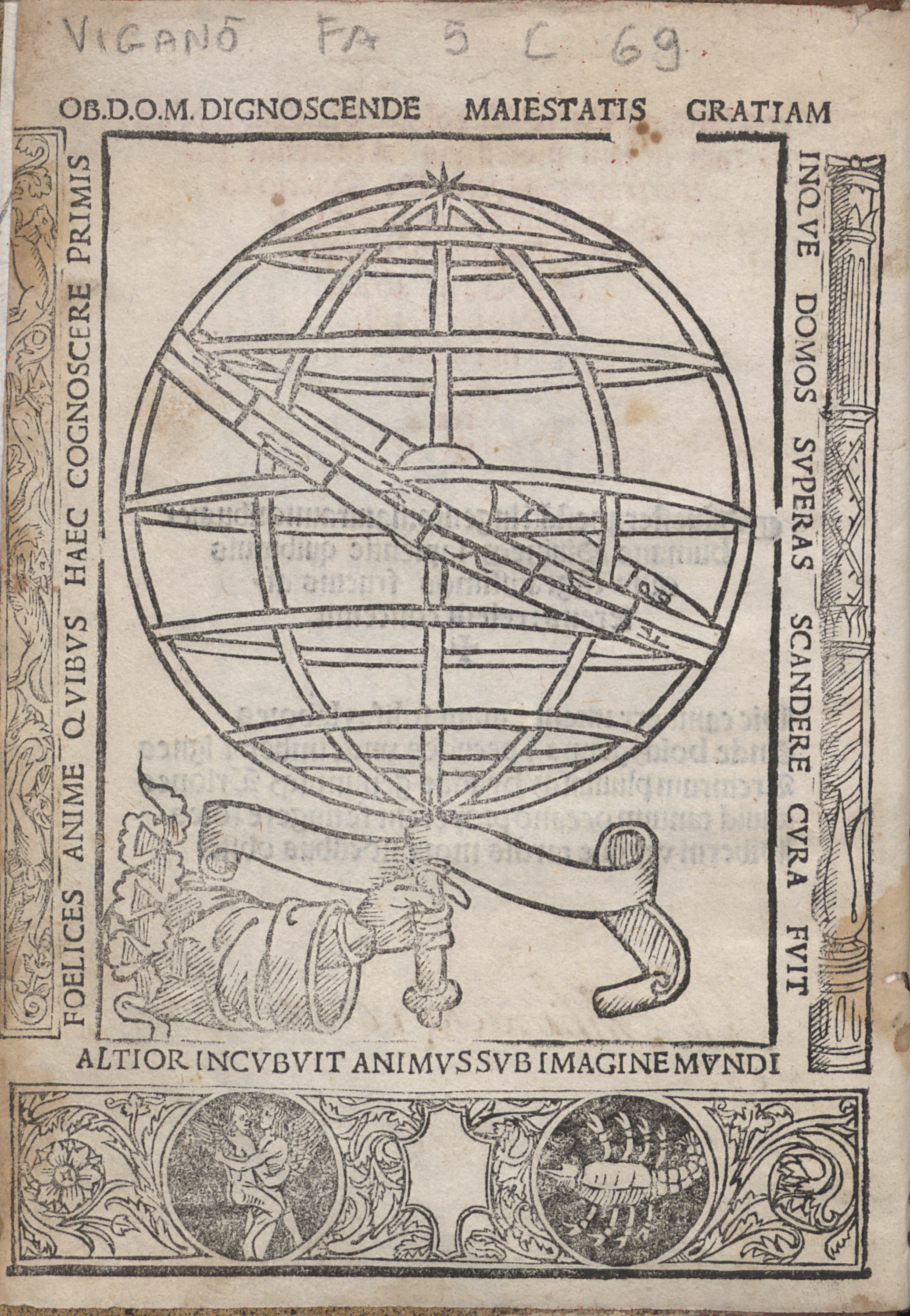
In spheram ac theoricas preclarissima commentaria, 1514